# Torilis scabra
Torilis scabra är en växtart i släktet rödkörvlar och familjen flockblommiga växter. Den beskrevs av Carl Peter Thunberg och fick sitt nu gällande namn av Augustin Pyrame de Candolle.

## Utbredning
Arten växer vilt i östra Asien, i Kina, Korea och Japan.